# Priest (film, 1994)
Priest är en brittisk film från 1994, i regi av Antonia Bird. I huvudrollen som den katolske prästen, fader Greg Pilkington, ses Linus Roache.

## Handling
Fader Greg kämpar med sitt prästkall och sin homosexuella läggning. Dessutom sätts han på prov när han, i biktstolen, av en ung flicka, Lisa, får veta att hennes far förgriper sig sexuellt på henne.

## Rollförteckning (urval)
- Father Greg Pilkington - Linus Roache
- Father Matthew Thomas - Tom Wilkinson
- Graham - Robert Carlyle
- Maria Kerrigan - Cathy Tyson
- Lisa Unsworth - Christine Tremarco
- Mrs. Unsworth - Lesley Sharp
- Mr. Unsworth - Robert Pugh